# Kyle Cumiskey
Kyle Cumiskey (né le 2 décembre 1986 à Abbotsford dans la province de la Colombie-Britannique au Canada) est un joueur professionnel canadien de hockey sur glace. Il évolue au poste de défenseur. Son frère Clayton Cumiskey joue dans la Ligue de hockey de l'Ouest.

## Biographie

### Carrière junior

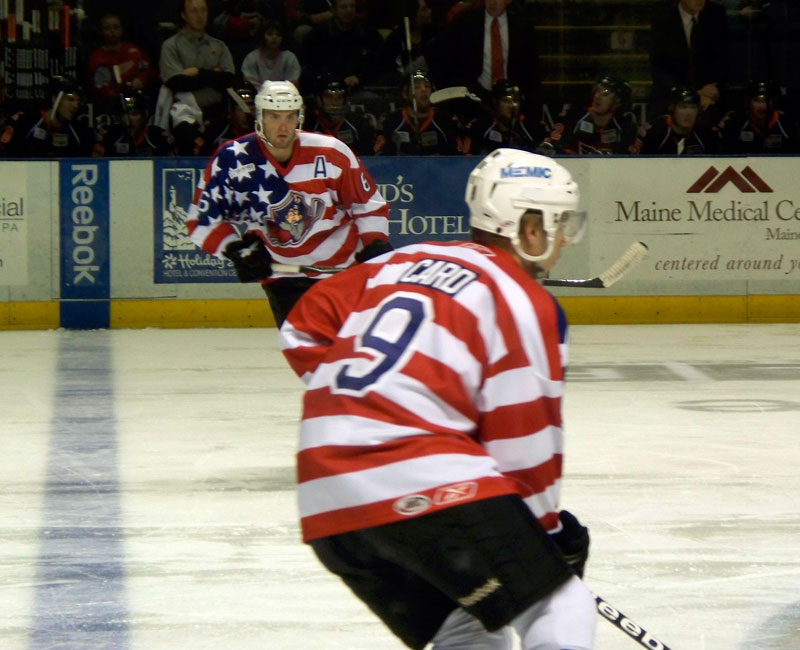
Mike Card (9) a commencé le hockey sur glace avec Cumiskey.

Kyle est le fils de Leslie et Cliff Cumiskey. Il joue son hockey mineur avec les Hawks d'Abbotsford dans sa ville natale. Il cite l'entraîneur Brad Bowen comme une des principales personnes qui ont eu une influence sur la suite de sa carrière. Il commence sa carrière en junior avec les Panthers de Penticton dans la Ligue de hockey de la Colombie-Britannique en 2002. Il marque 10 buts et 11 assistances en 59 matchs. Les Panthers se classent sixième de l'association Intérieure et s'inclinent lors du tour préliminaire des séries éliminatoires de la Coupe Fred Page.
Après une saison dans cette ligue de niveau junior A, il participe au camp d'entraînement Rockets de Kelowna dans la Ligue de hockey de l'Ouest et parvient à intégrer l'équipe. Il y retrouve son ami Mike Card ce qui lui permet de s'intégrer plus facilement dans sa nouvelle formation. Les Rockets dirigés par Marc Habscheid sont compétitifs et décrochent le Trophée Scotty Munro remis au vainqueur de la saison régulière. Cumiskey marque deux buts et sept assistances. Lors des séries éliminatoires, ils battent l'Ice de Kootenay en quatre matchs secs puis les Americans de Tri-City en six matchs. Finalement, ce sont les Silvertips d'Everett qui se mettent en travers de leur chemin lors des demi-finales. Les Silvertips entraînés par Kevin Constantine s'imposent en sept matchs. Cependant la saison des Rockets se poursuit puisqu'ils organisent la Coupe Memorial 2004. Devant leur public de la Prospera Place, les Rockets remportent le tournoi. Justin Keller marque le but victorieux face aux Olympiques de Gatineau lors de la finale remportée 2-1. Cumiskey ne dispute qu'une partie dans cette épreuve, celle contre les Olympiques lors du tour préliminaire.

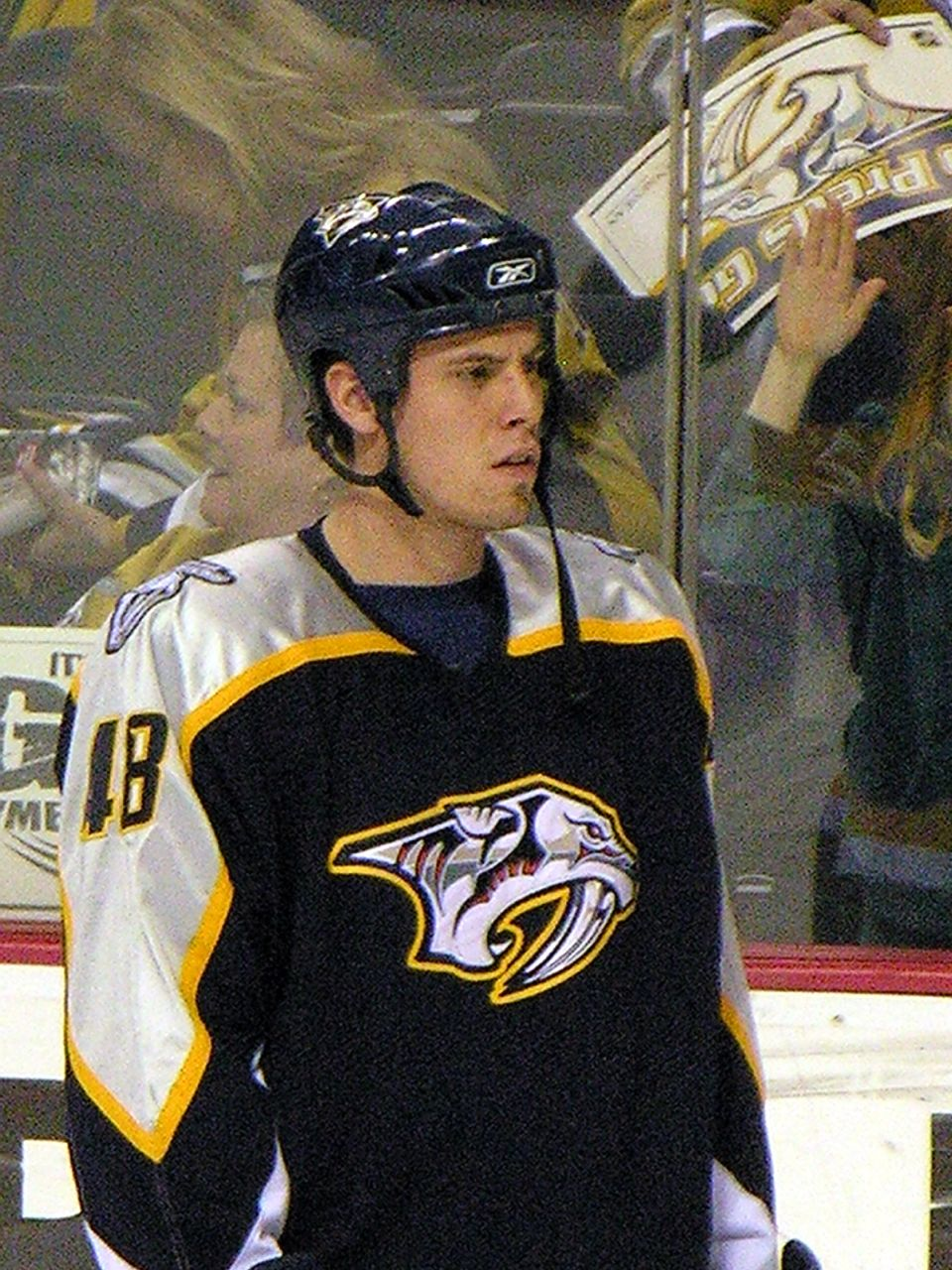
Shea Weber et Cumiskey sont coéquipiers aux Rockets de Kelowna.

En 2004-2005, son rôle dans l'équipe s'accroit. Il est le deuxième passeur des Rockets à égalité avec Tyler Mosienko avec 36 assistances derrière Tyler Spurgeon (42 assistances). Il y ajoute quatre buts en 72 matchs. L'Ice de Kootenay possède le meilleur bilan de la saison régulière devant les Rockets de Kelowna, mais avec le même nombre de points. Lors des séries éliminatoires, les Rockets prennent le dessus face aux Giants de Vancouver quatre victoires à deux, puis les Thunderbirds de Seattle quatre victoires à trois. Comme lors de la saison précédente, la finale de l'association de l'Ouest est le duel Kootenay-Kelowna. Il tourne cette fois ci en faveur des Rockets en six matches. Les Rockets soulèvent la Coupe Ed Chynoweth en l'emportant quatre succès à un sur les Wheat Kings de Brandon emmenés par l'attaquant Eric Fehr. Le coéquipier de Cumiskey, Shea Weber est nommé meilleur joueur des séries. Cumiskey sert 13 aides en 24 matchs. Il est, ex-aequo avec Troy Bodie, le deuxième passeur de l'équipe à une longueur de Moisenko. L'équipe au logo représentant l'Ogopogo gagne le droit de représenter la Ligue de hockey de l'Ouest à la Coupe Memorial 2005 et donc de défendre son titre. Le tournoi revient aux Knights de London alors que Kelowna prend la quatrième et dernière place. Cumiskey délivre une assistance en trois matchs.
Le défenseur est choisi au cours du repêchage d'entrée dans la Ligue nationale de hockey par l'Avalanche du Colorado en septième ronde, en 222e position.
Lors de la saison 2005-2006, il forme une paire défensive des Rockets avec Luke Schenn. Au classement de l'association de l'Ouest, les Giants de Vancouver devancent les Rockets. Cumiskey marque six buts, soit autant que depuis lors de ses deux saisons précédentes dans la LHOu, pour un total de trente points et un différentiel +/- de +15 en cinquante et un matchs. Il manque les 20 premiers matchs du début de saison en raison d'un mal de dos récurrent depuis les séries éliminatoires précédentes et qui a empiré durant l'été. Cinq matchs plus tard, il est victime d'une commotion cérébrale qui l'écarte à nouveau. En quart de finale, son équipe est éliminée quatre victoires à deux par les Silvertips d'Everett après avoir évincé au tour précédent l'Ice de Kootenay sur le même score. Cumiskey est présent sur six passes décisives.

### Carrière professionnelle

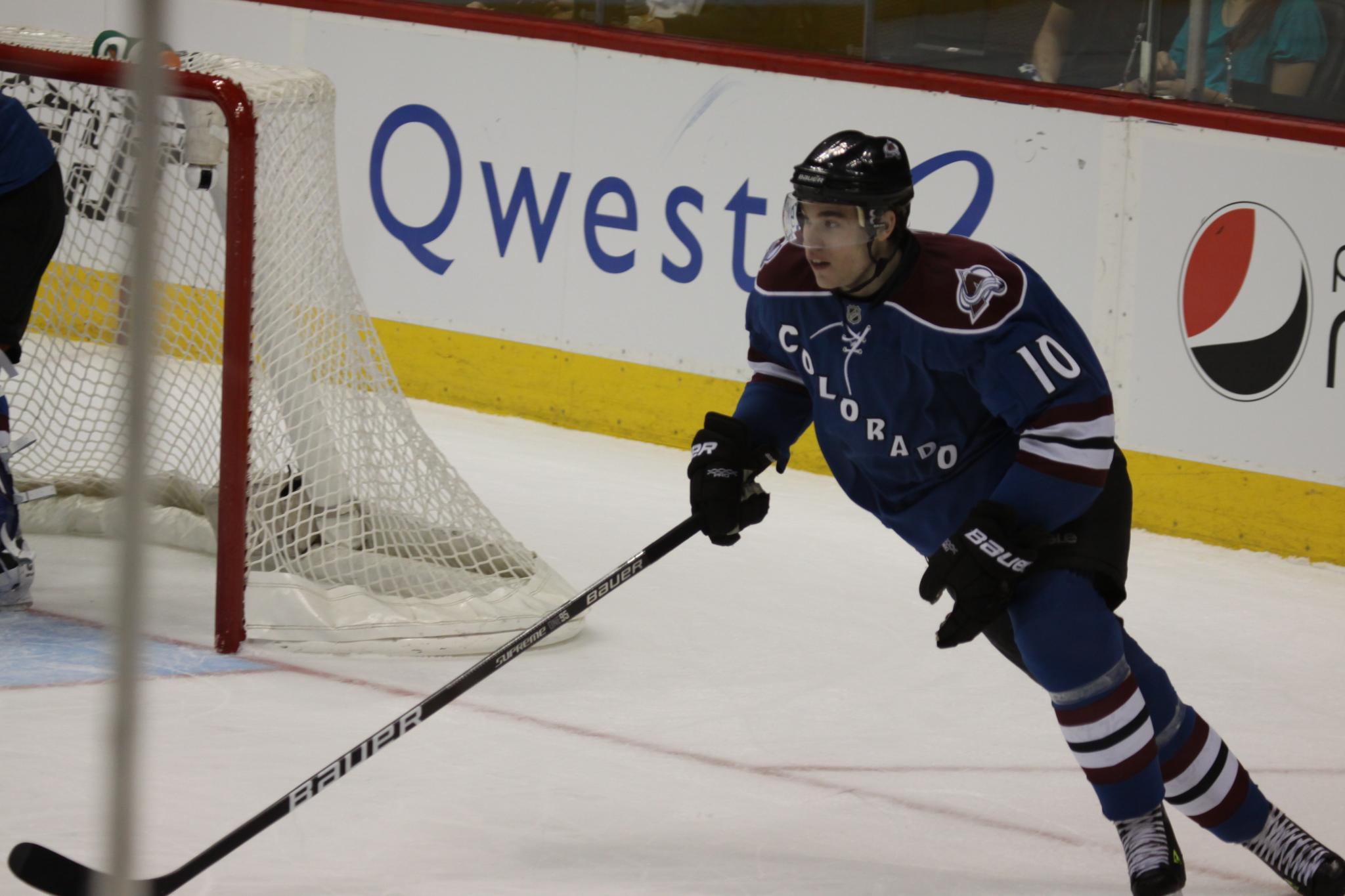
Cumiskey avec l'Avalanche du Colorado.

En 2006-2007, il passe professionnel avec les River Rats d'Albany, club ferme de l'Avalanche dans la Ligue américaine de hockey. Son premier match à ce niveau se déroule le 6 octobre 2006 chez les Americans de Rochester. Il marque sa première assistance, le 14 octobre face aux Bulldogs de Hamilton et son premier but le 4 novembre 2006 contre les Bruins de Providence. Le 1er janvier 2007, il joue son premier match dans la LNH avec l'Avalanche du Colorado chez les Predators de Nashville. Il marque son premier but lors de son troisième match chez le Wild du Minnesota lors d'une victoire 2-1 en fusillade le 6 janvier. Il dispute neuf matchs dans cette saison de LNH pour deux points. L'Avalanche termine neuvième de l'association de l'Ouest et ne se qualifie pas pour les séries éliminatoires de la Coupe Stanley. Avec les River Rats, il inscrit 33 points dont sept buts, ce qui fait de lui le défenseur de l'équipe avec le plus de points. Son différentiel +/- est de négatif avec -10. Quatrièmes de la Division Est, les River Rats participent aux séries éliminatoires de la Coupe Calder. Les Bears de Hershey éliminent la franchise d'Albany en cinq matchs lors du premier tour. Cumiskey offre deux aides.
En 2007-2008, l'Avalanche s'affilie avec les Monsters du lac Érié qui font leur entrée dans la LAH. Cumiskey débute avec les Monsters au cours du mois d'octobre. Il rend une fiche d'un but, une assistance et un différentiel de -10 en à peine cinq matchs. Les coéquipiers du capitaine Mark Rycroft terminent leur saison inaugurale à la quatorzième place de l'association de l'Ouest. Cumiskey est rappelé par l'Avalanche. En janvier 2008, il se blesse à l'aine. Il ne dispute que 38 parties de saison régulière assistant cinq buts. La franchise du Colorado participe aux séries éliminatoires grâce à une sixième place dans l'association de l'Ouest. Elle élimine le Wild du Minnesota en six matchs mais est impuissante face aux Red Wings de Détroit qui l'emportent en quatre matchs secs. Cumiskey est laissé en réserve et ne fait aucune apparition lors de ces dix matchs.
En 2009, il réalise un début de saison prometteur avec les Monsters. En 28 matchs, le rapide défenseur score cinq buts et douze assistances. Il est sélectionné pour le Match des étoiles de la LAH avec l'équipe Canada. Les étoiles canadiennes s'inclinent 14-11 face à l'équipe étoile PlanetUSA. Cumiskey inscrit un but et une assistances et un +/- de +6. Quelques jours plus tard, il se blesse à l'épaule. Il est opéré et sa saison est terminée. Il a joué six matchs avec l'Avalanche qui termine dernière de l'association de l'Ouest. En LAH, les Monsters terminent 14es sur les 15 équipes de l'association de l'Ouest.

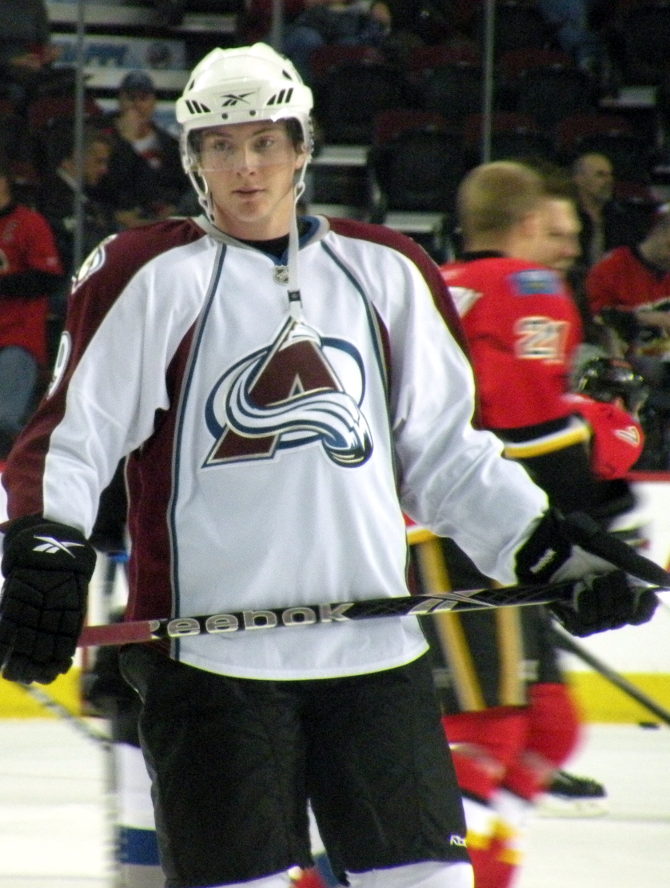
Matt Duchene et Cumiskey participent au mondial 2010 avec le Canada.

Cumiskey intègre pour la première fois l'effectif de l'Avalanche dès l'entame de la saison 2009-2010 notamment parce que trois défenseurs sont blessés Tom Preissing, Rouslan Saleï et John-Michael Liles. Joe Sacco et son assistant Sylvain Lefebvre sont les nouveaux entraîneurs de la franchise après avoir dirigé les Monsters lors des deux dernières saisons. Le défenseur manque 16 matchs en raison d'une blessure au pied. Le 18 janvier 2010, il marque son premier doublé face aux Oilers d'Edmonton. Il marque son premier but victorieux le 10 février 2011 face aux Thrashers d'Atlanta. Il entre en zone offensive, s'infiltre entre quatre joueurs adverses et déjoue leur gardien Johan Hedberg dans les neuf premières secondes de la prolongation pour un succès 4-3. Il rate à nouveau cinq rencontres en raison d'une commotion cérébrale. Finalement, il est l'auteur de sept buts, le plus haut total des défenseurs de l'Avalanche, et 13 aides en 61 matchs. Il est le deuxième joueur de son équipe pour les tirs bloqués (143) les mises en échec (115). Les coéquipiers du capitaine Adam Foote retrouve les séries éliminatoires en décrochant le huitième et dernier billet de l'association de l'Ouest. Ils sont éliminés lors du premier tour en six matchs par les Sharks de San José. Cumiskey marque deux points dont un but. Il est le défenseur de l'équipe ayant le plus de temps de jeu en séries comme en saison régulière.
Il représente l'équipe du Canada au niveau international. Il est sélectionné pour le Championnat du monde 2010 en compagnie de son coéquipier Matt Duchene. Le 8 mai 2010, il honore sa première sélection face à l'Italie au cours d'une victoire 5-1 où il assiste un but de Steven Stamkos. Le Canada est éliminé en quart de finale par la Russie 5-2. Cumiskey est nommé meilleur joueur canadien de la rencontre durant laquelle il offre une assistance à Matt Duchene.
La campagne 2010-2011 est une nouvelle fois difficile pour le défenseur. Il subit en début de saison deux blessures : une à l'aine et surtout une commotion cérébrale qui l'écarte de l'équipe pendant 35 matchs. En février, il est touché à la tête et rate les 28 derniers matchs de la saison régulière. Il ne joue que 18 matchs pour 8 points. L'Avalanche, 14e sur 15 à l'Ouest ne remporte que 30 matchs sur 82.
Le 9 septembre 2011, il signe un contrat d'un an avec l'Avalanche. Le 8 octobre 2011, il est échangé aux Ducks d'Anaheim en retour de Jake Newton et d'un choix de septième tour au repêchage 2013.

### Style de jeu
Kyle Cumiskey est un patineur mobile possédant des qualités d'accélération et de vitesse. Il a de bonnes mains et sait lire le jeu. Doté d'un petit gabarit, il est souvent sujet aux blessures.

## Trophées et honneurs personnels

### Ligue américaine de hockey
- 2009 : sélectionné pour le Match des étoiles avec l'équipe Canada.

## Statistiques

### En club
| Saison     | Équipe                  | Ligue       |     | Saison régulière | Saison régulière | Saison régulière | Saison régulière | Saison régulière | Saison régulière |   | Séries éliminatoires | Séries éliminatoires | Séries éliminatoires | Séries éliminatoires | Séries éliminatoires | Séries éliminatoires |
| Saison     | Équipe                  | Ligue       | PJ  | B                | A                | Pts              | Pun              | +/-              | PJ               | B | A                    | Pts                  | Pun                  | +/-                  |                      |                      |
| 2002-2003  | Panthers de Penticton   | LHCB        | 59  | 10               | 11               | 21               | 36               |                  | -                | - | -                    | -                    | -                    | -                    |                      |                      |
| 2003-2004  | Rockets de Kelowna      | LHOu        | 54  | 2                | 7                | 9                | 20               | +3               | 17               | 0 | 0                    | 0                    | 0                    | 0                    |                      |                      |
| 2004       | Rockets de Kelowna      | C. Memorial | -   | -                | -                | -                | -                | -                | 1                | 0 | 0                    | 0                    | 0                    | 0                    |                      |                      |
| 2004-2005  | Rockets de Kelowna      | LHOu        | 72  | 4                | 36               | 40               | 47               | +4               | 24               | 0 | 13                   | 13                   | 12                   | +3                   |                      |                      |
| 2005       | Rockets de Kelowna      | C. Memorial | -   | -                | -                | -                | -                | -                | 3                | 0 | 1                    | 1                    | 2                    | -1                   |                      |                      |
| 2005-2006  | Rockets de Kelowna      | LHOu        | 51  | 6                | 24               | 30               | 52               | +15              | 12               | 0 | 6                    | 6                    | 8                    | -2                   |                      |                      |
| 2006-2007  | River Rats d'Albany     | LAH         | 63  | 7                | 26               | 33               | 32               | -10              | 5                | 0 | 2                    | 2                    | 6                    | -1                   |                      |                      |
| 2006-2007  | Avalanche du Colorado   | LNH         | 9   | 1                | 1                | 2                | 2                | 0                | -                | - | -                    | -                    | -                    | -                    |                      |                      |
| 2007-2008  | Monsters du lac Érié    | LAH         | 5   | 1                | 1                | 2                | 4                | -10              | -                | - | -                    | -                    | -                    | -                    |                      |                      |
| 2007-2008  | Avalanche du Colorado   | LNH         | 38  | 0                | 5                | 5                | 16               | -3               | -                | - | -                    | -                    | -                    | -                    |                      |                      |
| 2008-2009  | Monsters du lac Érié    | LAH         | 28  | 5                | 12               | 17               | 16               | +7               | -                | - | -                    | -                    | -                    | -                    |                      |                      |
| 2008-2009  | Avalanche du Colorado   | LNH         | 6   | 0                | 0                | 0                | 0                | -2               | -                | - | -                    | -                    | -                    | -                    |                      |                      |
| 2009-2010  | Avalanche du Colorado   | LNH         | 61  | 7                | 13               | 20               | 20               | 0                | 6                | 1 | 1                    | 2                    | 2                    | -7                   |                      |                      |
| 2010-2011  | Avalanche du Colorado   | LNH         | 18  | 1                | 7                | 8                | 10               | -3               | -                | - | -                    | -                    | -                    | -                    |                      |                      |
| 2011-2012  | Crunch de Syracuse      | LAH         | 57  | 6                | 23               | 29               | 44               | +1               | 4                | 0 | 1                    | 1                    | 0                    | 0                    |                      |                      |
| 2012-2013  | MODO Hockey             | Elitserien  | 46  | 7                | 25               | 32               | 30               | -4               | 5                | 1 | 4                    | 5                    | 0                    | -4                   |                      |                      |
| 2013-2014  | MODO Hockey             | SHL         | 45  | 4                | 24               | 28               | 16               | -4               | 2                | 0 | 0                    | 0                    | 0                    | -2                   |                      |                      |
| 2014-2015  | IceHogs de Rockford     | LAH         | 54  | 2                | 18               | 20               | 10               | +6               | -                | - | -                    | -                    | -                    | -                    |                      |                      |
| 2014-2015  | Blackhawks de Chicago   | LNH         | 7   | 0                | 0                | 0                | 0                | -1               | 9                | 0 | 0                    | 0                    | 0                    | -3                   |                      |                      |
| 2015-2016  | IceHogs de Rockford     | LAH         | 17  | 1                | 4                | 5                | 6                | -3               | -                | - | -                    | -                    | -                    | -                    |                      |                      |
| 2016-2017  | Skelleftea AIK          | SHL         | 12  | 1                | 3                | 4                | 4                | -2               | -                | - | -                    | -                    | -                    | -                    |                      |                      |
|            |                         |             |     |                  |                  |                  |                  |                  |                  |   |                      |                      |                      |                      |                      |                      |
| 2018-2019  | Marlies de Toronto      | LAH         | 1   | 0                | 0                | 0                | 0                | -1               | -                | - | -                    | -                    | -                    | -                    |                      |                      |
| 2018-2019  | Bruins de Providence    | LAH         | 35  | 3                | 15               | 18               | 12               | +7               | 3                | 0 | 1                    | 1                    | 0                    | -3                   |                      |                      |
| 2018-2019  | Growlers de Terre-Neuve | ECHL        | 11  | 0                | 9                | 9                | 2                | +4               | -                | - | -                    | -                    | -                    | -                    |                      |                      |
| 2019-2020  | Devils de Binghamton    | LAH         | 34  | 3                | 12               | 15               | 6                | +4               | -                | - | -                    | -                    | -                    | -                    |                      |                      |
| 2020-2021  | DEG Metro Stars         | DEL         | 37  | 1                | 15               | 16               | 10               | -8               | -                | - | -                    | -                    | -                    | -                    |                      |                      |
| 2021-2022  | DEG Metro Stars         | DEL         | 53  | 3                | 21               | 24               | 14               | -1               | 2                | 1 | 1                    | 2                    | 0                    | +2                   |                      |                      |
| 2022-2023  | DEG Metro Stars         | DEL         | 2   | 0                | 0                | 0                | 2                | -2               | -                | - | -                    | -                    | -                    | -                    |                      |                      |
| Totaux LNH | Totaux LNH              | Totaux LNH  | 139 | 9                | 26               | 35               | 48               | -9               | 15               | 1 | 1                    | 2                    | 2                    | -10                  |                      |                      |

### En équipe nationale
| Année | Compétition          |   | PJ | B | A | Pts | Pun | +/-            |  | Résultat |
| 2010  | Championnat du monde | 7 | 0  | 3 | 3 | 0   | -1  | Septième place |  |          |